# Утакмице фудбалске репрезентације Мађарске 2008.
| Домаћин | Гост |

Фудбалска репрезентација Мађарске је током 2008. године одиграла десет званичних утакмица. Репрезентација је годину почела на Кипру, а потом је са четири домаће припремне утакмице чекала квалификације за Светско првенство које је почињало у јесен. Током пролећа дошло је до промене савезног селектора, Петера Вархидија је заменио Холанђанин Ервин Куман. У четири јесење одигране квалификационе утакмице, репрезентација је освојила 7 поена. Коначно, репрезентација Мађарске је годинузавршила победничким пријатељским мечом у Северној Ирској.

## Утакмице
| Мађарска | 1 : 1    | Словачка      |
| -------- | -------- | ------------- |
| Гера 54’ | Извештај | 64’ С. Шестак |

| Мађарска | 0 : 1    | Словенија |
| -------- | -------- | --------- |
|          | Извештај | 59’ Шишић |

| Мађарска                          | 3 : 2    | Грчка                               |
| --------------------------------- | -------- | ----------------------------------- |
| Џуџак 46’ · Јухас 59’ · Вадоц 63’ | Извештај | 45’ Аманатидис · 90’ Н. Либеропулос |

| Мађарска       | 1 : 1    | Хрватска  |
| -------------- | -------- | --------- |
| Ковач 45’ (аг) | Извештај | 23’ Ковач |

| Мађарска                           | 3 : 3    | Црна Гора                            |
| ---------------------------------- | -------- | ------------------------------------ |
| Пришкин 29’ · Хајнал 55’ 88’ (пен) | Извештај | 45’ (пен) 68’ Јоветић · Вукчевић 51’ |

| Мађарска | 0 : 0    | Данска |
| -------- | -------- | ------ |
|          | Извештај |        |

| Шведска                      | 2 : 1    | Мађарска     |
| ---------------------------- | -------- | ------------ |
| Ћелстрем 55’ · С. Холмен 64’ | Извештај | 90+3’ Рудолф |

| Мађарска                 | 2 : 0    | Албанија |
| ------------------------ | -------- | -------- |
| Торгхеле 49’ · Јухас 82’ | Извештај |          |

| Малта | 0 : 1    | Мађарска     |
| ----- | -------- | ------------ |
|       | Извештај | 23’ Торгхеле |

| Северна Ирска | 0 : 2    | Мађарска                |
| ------------- | -------- | ----------------------- |
|               | Извештај | 57’ Торгхеле · 71’ Гера |

## Голгетери у 2008.
| - Золтан Гера - Тамаш Пришкин - Балаж Џуџак - Роланд Јухас - Кристијан Вадоц - Тамаш Хајнал - Гергељ Рудолф - Шандор Тоергхеле |

## Извори и спољашње везе
- Репрезентација Мађарске на фудбалској бази података
- Утакмице репрезентације Мађарске (2008)